# Hỗn hợp
Trong hóa học, hỗn hợp là hệ vật chất tạo bởi hai hay nhiều chất khác nhau, trộn vào nhau nhưng không kết hợp một cách hóa học. Nói cách khác, hỗn hợp gồm hai chất trộn lẫn vào nhau theo kiểu vật lý, nghĩa là không có phản ứng nào xảy ra giữa các chất đó, mỗi chất trong hỗn hợp vẫn giữ được những tính chất của mình. Hỗn hợp đó có thể gồm các đơn chất, ví dụ hỗn hợp bột đồng - nhôm; có thể gồm các hợp chất, ví dụ hỗn hợp đường - muối.
Hỗn hợp được phân thành 2 loại: hỗn hợp đồng thể và hỗn hợp dị thể.
- Hỗn hợp đồng thể có thành phần hoàn toàn đồng nhất trong toàn bộ, ví dụ nước muối là hỗn hợp của muối tan trong nước, không khí là hỗn hợp đồng thể chứa các khí nitơ, oxi, v.v...

- Hỗn hợp dị thể không có thành phần đồng nhất trong vật thể, ví dụ: đất, đá, gỗ chẳng hạn.

Khi hỗn hợp gồm cả chất rắn, chất lỏng thì mỗi phần rắn hoặc lỏng được gọi là pha. Khi hai chất lỏng không trộn lẫn nhau, ví dụ: hỗn hợp dầu hỏa và nước thì ta có pha hữu cơ, pha nước.
Có thể chia theo cách khác, làm 3 loại gồm: dung dịch, hỗn hợp keo và huyền phù.